# アクセル・アイロ

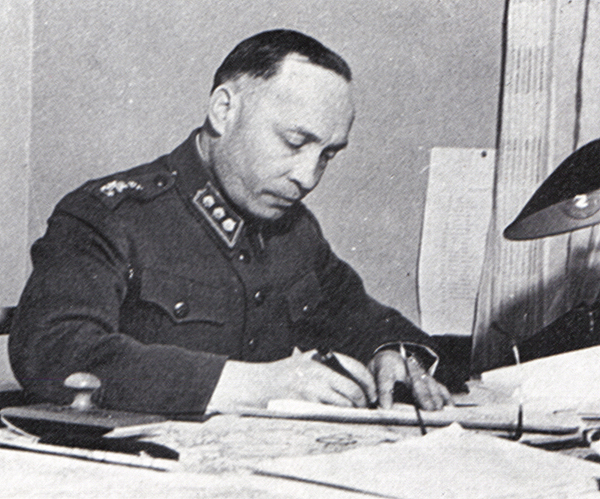
アクセル・アイロ

アクセル・アイロ (Aksel Airo, 1898年2月14日 - 1985年5月9日) は、フィンランドの軍人。中将。
1918年にフィンランドの砲兵学校を、1923年にフランスの軍事アカデミーを卒業。
1933年にフィンランド軍参謀本部作戦課長に就任。1939年には補給総監となり、冬戦争及び継続戦争時のフィンランド軍の作戦計画立案に参加。カール・グスタフ・エミール・マンネルヘイム将軍の右腕と考えられていた。1944年中盤、フィンランドで軍事クーデターを計画したドイツ特務機関は、アイロを総司令官候補と見ていた。
マンネルヘイムが政権を掌握した後、1944年9月、参謀総長に就任。ラップランド戦争時、ドイツ軍に対する作戦の計画立案を指導した。
1949年、退役。